# Stuðlar
Stuðlar är en bergstopp i republiken Island. Den ligger i regionen Austurland, 400 km öster om huvudstaden Reykjavík. Toppen på Stuðlar är 1 000 meter över havet, eller 168 meter över den omgivande terrängen. Bredden vid basen är 1,5 km.
Trakten runt Stuðlar är nära nog obefolkad, med mindre än två invånare per kvadratkilometer. Närmaste större samhälle är Reyðarfjörður, nära Stuðlar. Trakten runt Stuðlar består i huvudsak av gräsmarker.